# Harvest Moon 64
Harvest Moon 64 (牧場物語2?, Bokujō Monogatari Tsū) è un videogioco simulatore di vita del 1999, sviluppato dalla Victor Interactive Software e pubblicato dalla Natsume Co. in esclusiva per Nintendo 64. Si tratta del terzo capitolo della serie Harvest Moon.
Il videogioco è stato pubblicato in Giappone il 5 febbraio 1999, mentre in Nord America è uscito il 30 novembre dello stesso anno.

## Trama
Il nonno del giocatore (Pete) è morto abbandonando la sua fattoria. Suo figlio non amando la fattoria, decise di indirizzare Pete verso la vita di campagna, cosa che Pete accetterà con piacere. Dopo un consiglio cittadino indetto dal sindaco, assieme agli abitanti del villaggio si decide di dare una scadenza entro la quale restaurare la fattoria.  

## Modalità di gioco
All'inizio del gioco si hanno poche risorse e pochi strumenti, quindi sarà necessario iniziare a lavorare sodo, e per iniziare nei primi giorni è consigliabile cercare risorse nella montagna come bacche, erbe e fiori. All'inizio si avrà anche poco denaro per cui si dovranno vendere le risorse recuperate, comprare semi e poi pensare a cimentarsi nell'allevamento di mucche, pecore e galline. Inoltre, per una buona conclusione del gioco sarà necessaria l'amicizia generale nel villaggio, e sposarsi avendo anche una famiglia.

## Coltivazione
Per coltivare si avrà bisogno di tre semplici strumenti: zappa (hoe), annaffiatoio (watering can) e i semi (seeds).
Prima di tutto bisognerà zappare il terreno da coltivare, e se necessario ripulire il terreno con falce (sickle), martello (hammer) e ascia (axe). Dopo questi passaggi si dovranno comprare i semi da Lillia e piantarli. Dopo si dovranno annaffiare quotidianamente e attendere il raccolto, per poi vendere o fare regali.

## Allevamento
Gli animali sono un'importante fonte di guadagno e vanno nutriti quotidianamente. Se questo non viene fatto per tre giorni di fila, essi moriranno.

### Mucche
Le mucche sono animali importanti nel gioco e saranno acquistabili nello stabile di Ann, nel Green Ranch, dove sarà anche acquistabile il loro cibo (adatto anche alle pecore).
Esse, dopo essere diventate adulte produrranno ogni giorno latte grazie al "milker" (attrezzo acquisibile nel negozio di Rick), e questo dopo un po' di tempo aumenterà la sua qualità e quindi anche il suo prezzo. Inoltre se si vince li festival delle mucche la mucca vincitrice produrrà il latte d'oro, il più costoso.

### Pecore
Le pecore sono anch'esse animali sufficientemente importanti nel gioco, sempre acquistabili nel Green Ranch, dove sarà acquistabile il loro cibo (anche adatto alle mucche).
Anche queste una volta adulte produrranno lana, ma non sarà disponibile quotidianamente, Essa sarà acquisibile con le "clippers" (attrezzo acquisibile nel negozio di Rick), anch'essa dopo un po' aumenterà la qualità e sarà anche disponibile la lana d'oro, sempre vincendo il festival delle pecore.

### Galline
Le galline sono gli animali meno costosi e che produrranno il prodotto di meno valore tra gli animali. Esse produrranno uova una volta al giorno e l'unico modo di alzare la qualità delle uova sarà quello di vincere il festival delle galline ottenendo le uova d'oro.

#### Il cavallo e il cane
Il cavallo e il cane sono animali che non produrranno oggetti vendibili ma rivestono comunque un ruolo importante all'interno del gioco. 
Il cavallo avrà solo bisogno di essere spazzolato e (una volta adulto) cavalcato ogni giorno, il cane invece dovrà essere nutrito, con qualsiasi oggetto ingeribile messo nella ciotola , e di essere coccolato. Entrambi sono utilizzabili nelle gare, vincendo le quali potremmo vincere dei premi.

## Relazioni

### Amicizie
Durante il gioco sarà importante coltivare amicizie all'interno del villaggio. Questo ci permetterà di ottenere nuove ricette ma anche di aumentare il grado di amicizia, fondamentale per avere un finale positivo.

### Ragazze
Nel villaggio saranno presenti cinque ragazze con cui fare amicizia. Queste sono: Mary, Ann, Popuri, Karen ed Elli. Dopo aver ottenuto la maggior parte delle espansioni per la casa e un cuore rosa, si potrà chiedere a queste ultime di sposarci e di avere un figlio con loro. Questo ci permetterà di raggiungere più facilmente il termine della nostra avventura.